# Unterseeboot 880
L'Unterseeboot 880 (ou U-880) est un sous-marin allemand utilisé par la Kriegsmarine pendant la Seconde Guerre mondiale.

## Historique
Après sa formation à Stettin en province de Poméranie au sein de la 4. Unterseebootsflottille jusqu'au 30 novembre 1944, l'U-880 est affecté dans la formation de combat 33. Unterseebootsflottille à Flensbourg.
L'U-880 est coulé le 15 avril 1945 dans l'Atlantique Nord, à la position géographique 47° 18′ N, 30° 26′ O par des charges de profondeurs lancées par les destroyers d'escorte américains USS Stanton et USS Frost.
Les quarante-neuf membres d'équipage meurent dans cette attaque.

## Affectations successives
- 4. Unterseebootsflottille du 11 mai 1944 au 30 novembre 1944
- 33. Unterseebootsflottille du 1er décembre 1944 au 16 avril 1945

## Commandement
- Kapitänleutnant Gerhard Schötzau du 11 mai 1944  au 16 avril 1945

## Navires coulés
L'U-880 n'a ni coulé, ni endommagé de navire ennemi au cours de l'unique patrouille qu'il effectua.

## Sources
- U-880 sur Uboat.net